# گرین ولی (حوزه سرشماری)، ویسکانسین
گرین ولی (به انگلیسی: Green Valley) یک منطقهٔ مسکونی در ایالات متحده آمریکا است که در شهرستان شاوانو، ویسکانسین واقع شده‌است. گرین ولی ۱۳۳ نفر جمعیت دارد و ۲۴۶٫۸۹ متر بالاتر از سطح دریا واقع شده‌است.